# Elecciones estatales de Aguascalientes de 2007
Las elecciones estatales de Aguascalientes de 2007 se realizaron el domingo 5 de agosto de 2007 y en ellas se renovaron los siguientes cargos de elección popular del estado mexicano de Aguascalientes:
- 27 diputados del Congreso del Estado. 18 electos por mayoría relativa y 9 designados mediante representación proporcional para integrar la LX Legislatura.
- 11 ayuntamientos. Compuestos por un presidente municipal y sus regidores, electos para un periodo de tres años.

## Resultados

### Congreso del Estado de Aguascalientes

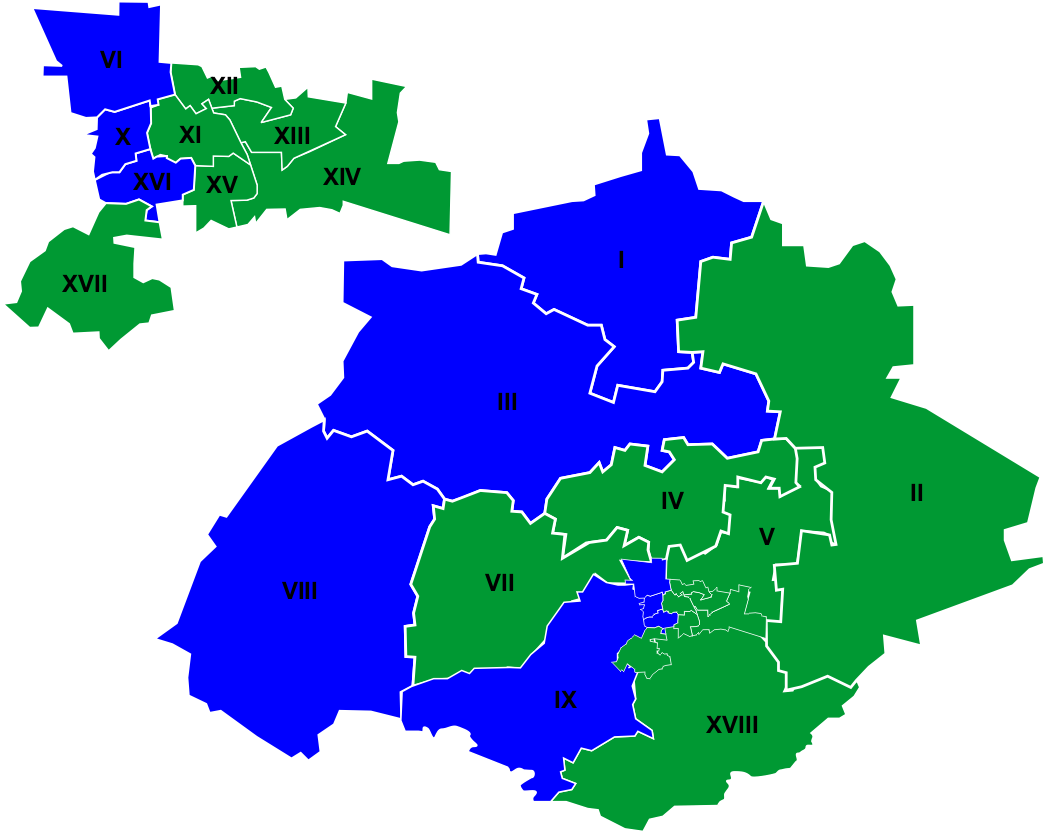
Distribución de Diputaciones por partido político

|  | 32.92 % |

|  | 32.33 % |

|  | 12.73 % |

|  | 8.60 % |

|  | 6.87 % |

|  | 1.52 % |

|  | 1.09 % |

|  | 3.72 % |

|  | 100 % |

### Ayuntamientos

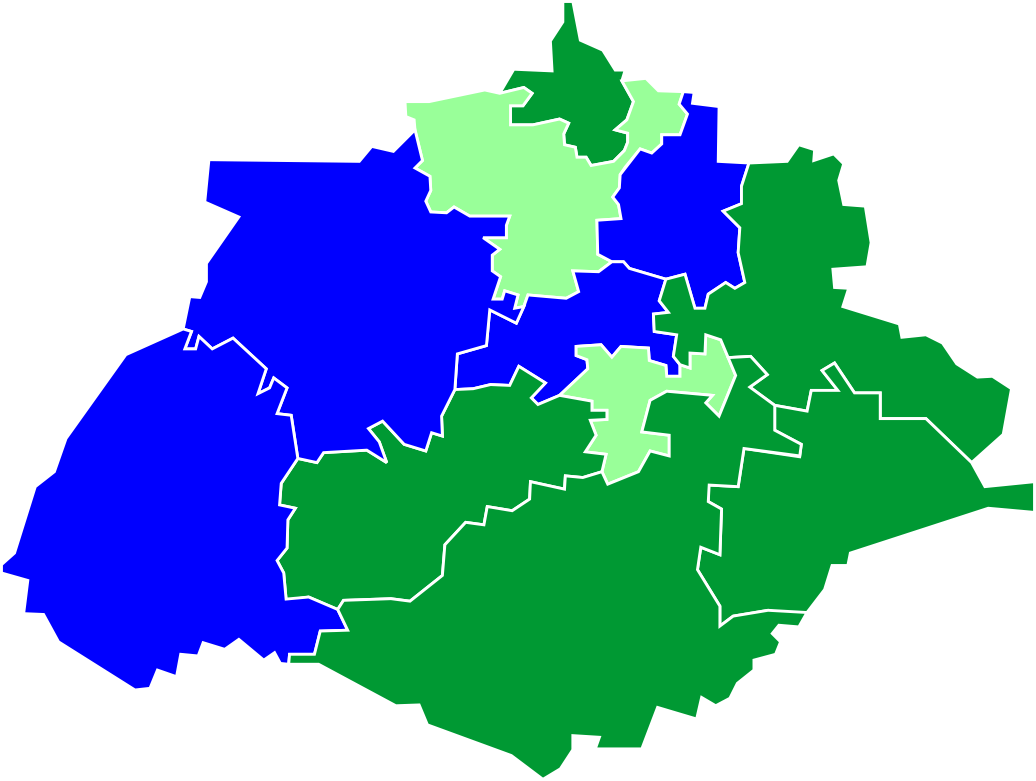
Distribución de Ayuntamientos por partido político

|  | 33.41 % |

|  | 30.72 % |

|  | 16.24 % |

|  | 7.43 % |

|  | 6.53 % |

|  | 1.24 % |

|  | 0.85 % |

|  | 96.42 % |

|  | 3.58 % |